# Teenage Mutant Ninja Turtles II: Back from the Sewers
Teenage Mutant Ninja Turtles II: Back from the Sewers, publicado en Europa como Teenage Mutant Hero Turtles II: Back from the Sewers y en Japón como Teenage Mutant Ninja Turtles 2, es un videojuego de plataformas/beat 'em up de Konami lanzado para Game Boy en 1991. Es una secuela de Teenage Mutant Ninja Turtles: Fall of the Foot Clan.